# Nodule thyroïdien
 Mise en garde médicale
Un nodule thyroïdien est une masse de petite taille située au sein de la glande thyroïde, isolée ou multiple, le plus souvent bénin mais pouvant parfois être révélateur d'un cancer de la thyroïde.

## Épidémiologie
Un nodule est palpable au cours d'un examen systématique dans 4 à 7 % de la population générale, révélant un cancer de la thyroïde dans 8 à 16 % des cas. La fréquence de cette anomalie est bien supérieure à l'échographie. La prévalence s’accroît avec l'âge.

## Clinique
Un nodule bénin est habituellement asymptomatique.
La thyroïde est palpée, l'examinateur étant placé à l'arrière du patient et se servant de ses deux mains. Le nodule est perçu et est mobile à la déglutition.

## Diagnostic
L'échographie thyroïdienne permet de visualiser le ou les nodules, d'en estimer la taille, son caractère plein ou vide.
Le dosage sanguin de la TSH doit être fait systématiquement, un taux effondré pouvant faire évoquer un « nodule toxique » hyper-sécrétant. Dans ce cas, la scintigraphie thyroïdienne montre un nodule hyperfixant, le reste de la thyroïde étant « blanche ».

## Diagnostic de bénignité ou de malignité
L'échographie thyroïdienne peut orienter vers une cause maligne sur certains signes, comme la présence d'adénopathies, des micro calcifications, une bordure irrégulière.
Le diagnostic se fait par ponction à l'aiguille fine du nodule, guidée par une échographie permettant une analyse cytologique au microscope des cellules prélevées. Il permet le diagnostic de cancer avec une bonne fiabilité mais l'affirmation de la bénignité est plus difficile.
La recherche combinée de certaines mutations (gènes BRAF, RAS, RET/PTC, PAX8/PPARγ) augmente significativement la sensibilité diagnostique. Ainsi, un kit permettant l'analyse simultanée de 167 gènes aurait une sensibilité et une spécificité supérieures à 90 %.

## Prise en charge
La prise en charge des nodules thyroïdiens a fait l'objet de la publication de recommandations par l’American Association of Clinical Endocrinologists, l’Associazione Medicie Endocrinologi, et l’European Thyroid Association, publiées en 2010 et par l’American Thyroid Association publiées en 2009 et révisé en 2015.
Au moindre doute de cancer, il convient de procéder à l'ablation chirurgicale du nodule et du tissu thyroïdien voisin. Cette attitude est cependant discutée dans le cas du cancer papillaire, dont la prévalence est importante et qui présente un très bon pronostic à long terme pour les formes localisées. La discussion porte donc essentiellement sur les cas où la ponction donne des résultats intermédiaires qui ne permettent pas de trancher le diagnostic. Une surveillance échographique est alors conseillée, avec de nouvelles biopsies si le nodule change de morphologie.
Malgré leur caractère bénin, les nodules thyroïdiens peuvent entrainer des problèmes de déglutition, un enrouement ou des modifications du métabolisme.
Le recours à la thermoablation par ultrasons focalisés de haute intensité ou HIFU a prouvé son efficacité dans le traitement des nodules thyroïdiens et constitue une alternative à la chirurgie. Cette méthode non invasive, sans anesthésie générale et réalisable en ambulatoire, utilise la chaleur produite par les ultrasons pour détruire le nodule thyroïdien.

## Évolution
Les nodules bénins ne grossissent pas et le risque de cancérisation est réduit.